# Rivalta Bormida
Rivalta Bormida (piemontesisch Arvàuta) ist eine Gemeinde in der italienischen Provinz Alessandria (AL), Region Piemont. 

## Lage und Einwohner
Rivalta Bormida liegt 26 km südwestlich von der Provinzhauptstadt Alessandria und 9 km nordöstlich von Acqui Terme, nahe der Bormida di Spigno, dem östlichen Zufluss der Bormida. Das Gemeindegebiet umfasst eine Fläche von 10 km² und hat 1366 (Stand 31. Dezember 2023) Einwohner.
Die Nachbargemeinden sind Cassine, Castelnuovo Bormida, Montaldo Bormida, Orsara Bormida, Sezzadio und Strevi.

## Geschichte

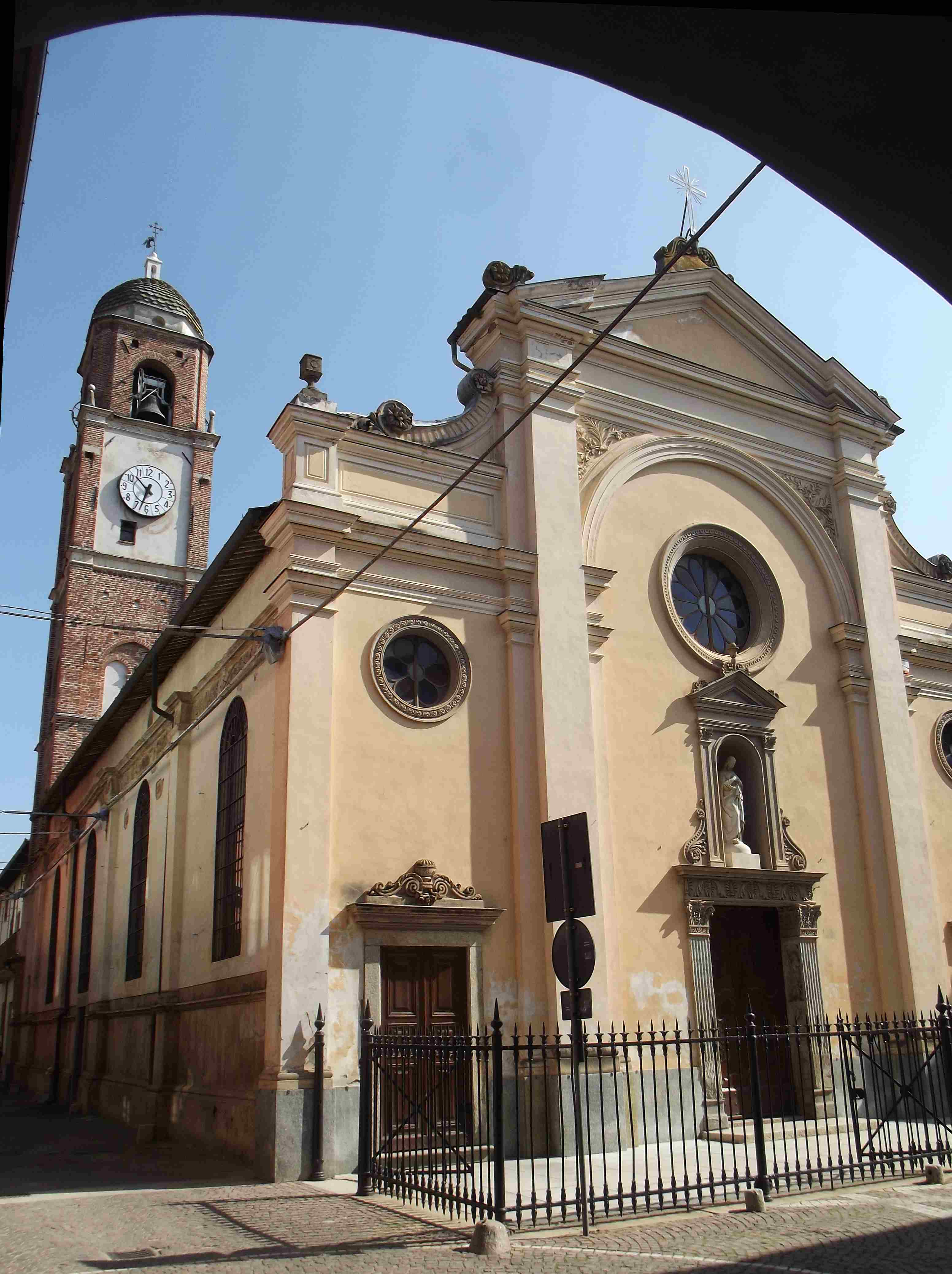
Pfarrkirche

Sein Name ist seit 985 durch die Form RIPA ALTA belegt, was auf ein im Vergleich zum Fluss Bormida, der an ihm vorbeiführt, erhöhtes Ufer hinweist. Anschließend wurden die Formen „Ripalta Vallis Bormidae“, „Rivalta De Valle Burmie“ und „Rivalta De Burmia“ identifiziert. Die bemerkenswerte Fruchtbarkeit seines Territoriums lässt darauf schließen, dass es bereits in prähistorischen Zeiten besiedelt war, obwohl die entdeckten Lebensspuren in die Zeit zwischen der römischen Eroberung und der Spätantike datiert werden können. 
Im Mittelalter ging es vom Acqui-Komitee, dem es angehörte, an die Aleramici-Marquisen über. Seit 1191 wird es von einem Kreis von Familien regiert, und im selben Jahr begann das Bündnis mit Alessandria. Nach 1216 wurde es eine freie Gemeinde mit eigenen Statuten. 1331 wurde Theodor von Monferrato ihr Herr. Im darauffolgenden Jahrhundert ging es an den römischen Pietro Tibaldeschi über. Von diesem Moment an wurde die Siedlung Gegenstand zahlreicher Erbfolge- und Verkaufsvorgänge, die im Jahr 1680 mit der Übertragung des Lehens an Giacomo Ottaviano Ghilini, Markgraf von Maranzana, ihren Höhepunkt fanden. 
Das 18. Jahrhundert war geprägt von der Herrschaft der Familie Ghilini, die dort mit einem Grafentitel regierte. Im Jahr 1708 wurde es Teil der Savoyer Gebiete. In der Nähe wurden zahlreiche Schlachten ausgetragen. 1530 bombardierte Kapitän Montejan aus Alessandria während seiner Expedition zur Eroberung Genuas die Stadt und zerstörte die umgebenden Mauern. 1643 waren es die Spanier, die es in Brand steckten; im folgenden Jahr wurde es von den Franzosen geplündert; 1704 wurde es von den Truppen des österreichischen Generals Stahremberg belagert; und im Jahr 1799 war es an der sogenannten Schlacht am Darm beteiligt, die gegen die französische Armee ausgetragen wurde.

## Sehenswürdigkeiten
- Die Pfarrkirche San Michele, die ursprünglich im romanisch-gotischen Stil erbaut und im Barock umgestaltet wurde.
- Das Oratorium San Domenico mit einem Grundriss aus dem 17. Jahrhundert.

## Kulinarische Spezialitäten
In Rivalta Bormida werden Reben des Dolcetto für den Dolcetto d’Acqui, einen Rotwein mit DOC Status angebaut. Die Beeren der Rebsorten Spätburgunder und/oder Chardonnay dürfen zum Schaumwein Alta Langa verarbeitet werden. Aus der Sorte Barbera wird der Rotwein Barbera del Monferrato gekeltert.